# Lijst van Leiosauridae
Onderstaand een lijst van alle soorten hagedissen uit de onderfamilie Leiosauridae. Er zijn 34 soorten in zes geslachten. De lijst is gebaseerd op de Reptile Database.
- Anisolepis grilli
- Anisolepis longicauda
- Anisolepis undulatus
- Diplolaemus bibronii
- Diplolaemus darwinii
- Diplolaemus leopardinus
- Diplolaemus sexcinctus
- Enyalius bibronii
- Enyalius bilineatus
- Enyalius boulengeri
- Enyalius brasiliensis
- Enyalius capetinga
- Enyalius catenatus
- Enyalius erythroceneus
- Enyalius iheringii
- Enyalius leechii
- Enyalius perditus
- Enyalius pictus
- Leiosaurus bellii
- Leiosaurus catamarcensis
- Leiosaurus jaguaris
- Leiosaurus paronae
- Pristidactylus achalensis
- Pristidactylus alvaroi
- Pristidactylus araucanus
- Pristidactylus casuhatiensis
- Pristidactylus fasciatus
- Pristidactylus nigroiugulus
- Pristidactylus scapulatus
- Pristidactylus torquatus
- Pristidactylus valeriae
- Pristidactylus volcanensis
- Urostrophus gallardoi
- Urostrophus vautieri